# Йордан Радев
Йордан Радев е български борец и професионален майстор на смесени бойни изкуства. През 2007 г. става вторият българин (след Валери Игнатов), който подписва договор с най-голямата ММА организация в света Ultimate Fighting Championship (UFC). Бие се в средна категория. Той е главен треньор по ММА на българския национален отбор по ММА в бойната лига M-1 Challenge.

## Кариера в ММА
Йордан Радев има рекорд от 23 победи, 5 с нокаут, 5 със събмишън и 5 загуби в своята кариера. Непълен списък със срещи:

### UFC
Радев изиграва два двубоя в UFC – победи срещу Andrew McFedries на бойна вечер и срещу Dean Lister на UFC 79.

### KSW
В организацията има забележителна победа срещу полската MMA легенда Гжегож Якубовски в Konfrontacja Sztuk Walki 9 – Konfrontacja.

### M-1 Global
Победа срещу Юя Ширай.

### Helsinki Fight Festival
Победа срещу Александър Шлеменко.

### Max Fight
5 победи на Max Fight 3, 4, 5, 6 и 12 в периода 2008 – 2009 г.